# هنري ووكر (لاعب كريكت)
هنري ووكر (بالإنجليزية: Henry Walker)‏ (3 أكتوبر 1807 في المملكة المتحدة - 7 نوفمبر 1872) هو لاعب كريكت بريطاني (وحمل سابقاً جنسية المملكة المتحدة لبريطانيا العظمى وأيرلندا).

## وصلات خارجية
- هنري ووكر على موقع إي آس بي آن كريك إنفو (الإنجليزية)